# Do You Believe In Magic?
「Do You Believe In Magic?」（ドゥー・ユー・ビリーブ・イン・マジック?）は、2000年4月21日にビクターエンタテインメントから売されたCymbalsの4枚目のシングルである。

## 収録曲
1. Do You Believe In Magic?
作詞：沖井礼二・土岐麻子、作曲・編曲：沖井礼二
ラヴィン・スプーンフルの同名曲からタイトルを引用したCymbalsのオリジナル楽曲。TBS系列の番組『日立 世界・ふしぎ発見!』のエンディングテーマとして使用された。
2. More Respected Man
作詞：土岐麻子、作曲・編曲：沖井礼二
3. Out Of Order
作詞・作曲・編曲：沖井礼二
沖井礼二がジャンクショップで見つけて購入したローランドのシンセサイザーSH101を歌ったものである。